# Junge Grünliberale Schweiz
Die Jungen Grünliberalen Schweiz (jglp; französisch Jeunes vert’libéraux Suisse) sind die Jungpartei der Grünliberalen. Wie ihre Mutterpartei verbindet sie eine liberale Wirtschafts- und Gesellschaftspolitik mit einer nachhaltigen Umweltpolitik.

## Positionen
Die Jungen Grünliberalen wollen eine nachhaltige Schweiz, die auch den kommenden Generationen eine lebenswerte Umwelt ermöglicht. Sie setzen sich deswegen für eine Energiewende hin zu erneuerbaren Energien und den Schutz der Artenvielfalt ein. Zum Thema Tierschutz hat die Partei ausserdem ein ausführliches Positionspapier erlassen.
Sie haben die Vorstellung einer Schweiz, die ihre Stärken erkennt und fördert. Deswegen setzen sie sich für eine liberale Wirtschaftspolitik ein, die Wettbewerb, Innovation und Unternehmertum fördert. Genauso unterstützen sie eine aussenpolitische Öffnung in Richtung Europa.
Des Weiteren richtet die Partei ihren Liberalismus am Individuum aus und setzen sich deswegen nicht nur für eine liberale Wirtschaft, sondern auch für eine liberale Gesellschaft ein. Gleichberechtigung und Chancengleichheit der Geschlechter und Lebensformen sind eine Grundbedingung dafür. So unterstützen sie beispielsweise die Öffnung der Ehe für homosexuelle Paare und schützen die Religionsfreiheit, indem sie ein Burkaverbot bekämpfen. Ein weiterer Punkt in ihrem Parteiprogramm ist die regulierte Legalisierung von Cannabis. Die Kontrolle sei zu viel Aufwand und der Gewinn, den der Staat erzielen könnte, solle in Alters- und Hinterlassenversicherung der Schweiz fliessen.
Soziale Nachhaltigkeit sieht die Partei als wichtige Voraussetzungen einer funktionierenden Gesellschaft. Sie setzen sich deswegen für eine gerechte Sozialpolitik ein, in der Solidarität und Eigenverantwortung durchgesetzt werden, welche aber auch für die kommenden Generationen einen Vorteil bringt.

## Organisation
Die Jungen Grünliberalen haben in der Schweiz ungefähr 1500 Mitglieder. Sie sind föderalistisch aufgebaut und haben Sektionen in allen Teilen der Schweiz. Die nationale Partei wird von einem Co-Präsidium geleitet; Maya Tharian aus Zürich und Gwenaël Richard aus dem Wallis. Unterstützt werden sie von einer sechsköpfigen Geschäftsleitung und einer Geschäftsstelle.
Gemäss einem im 2018 veröffentlichten Jungparteienranking soll die JGLP die dritt einflussreichste Jungpartei der Schweiz sein – hinter den Jungfreisinnigen und den Jungsozialisten. Die Jungpartei hat in Kantonen und Gemeinden Vertreter in der Legislative und der Exekutive.